# Lucciana Pérez
Lucciana Pérez (Lima, Provincia de Lima, Perú, 8 de mayo de 2005) es una tenista peruana. Desde 2022 forma parte del equipo de Fed Cup del Perú.

## Trayectoria
Lucciana Pérez comenzó a jugar tenis cuando tan solo tenía 4 años. Fue su abuelo quien la motivó a practicar ese deporte. Con su 1.60 metros de estatura, ocupó el tercer puesto del Ránking Junior Femenino (ITF). Además, tiene 18 títulos World Tennis Tour Juniors y ha logrado 10 títulos singles en la categoría. En 2023 hizo historia llegando a la final del Roland Garros Junior, convirtiéndose en la primera tenista peruana en disputar una final de este certamen, cayendo frente a la rusa Alina Kornéyeva por 7-6 y 6-3. Después del torneo de Roland Garros Junior ha estado alternando sus estudios universitarios con algunos torneos profesionales y es así que alcanzó cinco finales consecutivas logrando coronarse campeona en los torneos W15 de Luján y W35 de Chacabuco.

### Finales ITF Junior

#### Singles
| Leyenda            |
| ------------------ |
| Torneos de Grado 1 |
| Torneos de Grado 2 |
| Torneos de Grado 3 |
| Torneos de Grado 4 |
| Torneos de Grado 5 |
| Grand Slam Junior  |

| Resultado | Fecha      | Torneo               | Superficie | Rival             | Marcador      |
| --------- | ---------- | -------------------- | ---------- | ----------------- | ------------- |
| Victoria  | 12-12-2020 | J5 Lima              | Arcilla    | Martina Pavissich | 6–1, 6–0      |
| Victoria  | 19-12-2020 | J5 Lima              | Arcilla    | Patricia Grigoras | 6–2, 7–6      |
| Victoria  | 01-05-2021 | J4 Lima              | Arcilla    | Patricia Grigoras | 6–2, 6–1      |
| Victoria  | 08-05-2021 | J4 Lima              | Arcilla    | Chiara Di Genova  | 6–1, 6–0      |
| Derrota   | 31-07-2021 | J3 Bogotá            | Arcilla    | Kaitlin Quevedo   | 4–6, 1–6      |
| Victoria  | 09-04-2022 | JB1 Lima             | Arcilla    | Luciana Moyano    | 7–5, 4–6, 6–4 |
| Victoria  | 29-10-2022 | J2 Neuquén           | Arcilla    | Luciana Moyano    | 6–2, 3–6, 6–1 |
| Victoria  | 05-11-2022 | J2 Santiago          | Arcilla    | Mia Slama         | 6–2, 6–2      |
| Victoria  | 11-02-2023 | J300 Barranquilla    | Dura       | Iva Jovic         | 3–6, 6–2, 7–5 |
| Victoria  | 18-02-2023 | J300 Lima            | Arcilla    | Kaitlin Quevedo   | 7–5, 6–4      |
| Derrota   | 05-03-2023 | J300 Porto Alegre    | Arcilla    | Sara Saito        | 6–7, 5–7      |
| Victoria  | 01-04-2023 | J300 Santa Cruz      | Arcilla    | Luciana Moyano    | 6–3, 6–4      |
| Derrota   | 10-06-2023 | Roland Garros Junior | Arcilla    | Alina Kornéyeva   | 6–7, 3–6      |

#### Dobles
| Leyenda            |
| ------------------ |
| Torneos de Grado 1 |
| Torneos de Grado 2 |
| Torneos de Grado 3 |
| Torneos de Grado 4 |
| Torneos de Grado 5 |
| Grand Slam Junior  |

| Resultado | Fecha      | Torneo            | Superficie | Pareja                  | Rivales                              | Marcador       |
| --------- | ---------- | ----------------- | ---------- | ----------------------- | ------------------------------------ | -------------- |
| Victoria  | 12-05-2019 | J5 Lima           | Arcilla    | Micaela Ode             | María Parra Isabella Rivera          | 7–5, 6–3       |
| Victoria  | 12-12-2020 | J5 Lima           | Arcilla    | Daianne Hayashida       | Emily Callahan Rose Seccia           | 6–1, 6–3       |
| Victoria  | 19-12-2020 | J5 Lima           | Arcilla    | Daianne Hayashida       | Emily Callahan Aida Eissa            | 6–1, 6–1       |
| Victoria  | 19-12-2020 | J4 Lima           | Arcilla    | Samantha Núñez          | Ana Holweg Mariana Zegada            | 6–3, 6–2       |
| Victoria  | 31-07-2021 | J3 Bogotá         | Arcilla    | Carolina Xavier Laydner | Alessandra Cáceres Gabriela Rondón   | 7–6, 6–1       |
| Derrota   | 13-11-2021 | J2 La Paz         | Arcilla    | Luciana Moyano          | Nikola Daubnerova Mao Mushika        | 3–6, 6–7       |
| Derrota   | 09-04-2022 | JB1 Lima          | Arcilla    | Luciana Moyano          | Leyla Britez Paulina Franco          | 5–7, 6–0, 9–11 |
| Victoria  | 25-06-2022 | J1 Nottingham     | Césped     | Luciana Moyano          | Ela Milic Lucía Peyre                | 6–2, 6–0       |
| Victoria  | 22-10-2022 | J2 Punta del Este | Arcilla    | Luciana Moyano          | Valentina Ponce Valeska San Martín   | 6–0, 6–4       |
| Victoria  | 29-10-2022 | J2 Neuquén        | Arcilla    | Luciana Moyano          | Luna Cinalli Candela Vázquez         | 6–1, 6–3       |
| Victoria  | 18-02-2023 | J300 Lima         | Arcilla    | Kaitlin Quevedo         | Mia Slama Wakana Sonobe              | 5–7, 6–3, 10–7 |
| Victoria  | 01-04-2023 | J300 Santa Cruz   | Arcilla    | Luciana Moyano          | Valentina Serrano Valeska San Martín | 6–0, 6–2       |

### Finales ITF Pro

#### Singles
| Leyenda             |
| ------------------- |
| Torneos de $100,000 |
| Torneos de $60,000  |
| Torneos de $40,000  |
| Torneos de $35,000  |
| Torneos de $15,000  |

| Resultado | Fecha      | Torneo        | Superficie | Rival                   | Marcador      |
| --------- | ---------- | ------------- | ---------- | ----------------------- | ------------- |
| Derrota   | 09-06-2024 | W15 Maringa   | Arcilla    | Jazmín Ortenzi          | 4–6, 3–6      |
| Victoria  | 14-07-2024 | W15 Luján     | Arcilla    | Luisina Giovannini      | 7-5, retir.   |
| Derrota   | 21-07-2024 | W15 Luján     | Arcilla    | Luisina Giovannini      | 6–1, 2–6, 4–6 |
| Derrota   | 04-08-2024 | W35 Pilar     | Arcilla    | Solana Sierra           | 6–1, 2–6, 4–6 |
| Victoria  | 11-08-2024 | W35 Chacabuco | Arcilla    | Alice Tubello           | 6–2, 6–4      |
| Derrota   | 17-11-2024 | W15 Neuquén   | Arcilla    | Luisina Giovannini      | 0-6, 1-6      |
| Victoria  | 13-07-2025 | W35 Rio Claro | Arcilla    | Miriana Tona            | 6-1, 6-2      |
| Victoria  | 20-07-2025 | W35 Sao Paulo | Arcilla    | María Florencia Urrutia | 7-6(7) - 6-3  |

#### Dobles
| Leyenda             |
| ------------------- |
| Torneos de $115,000 |
| Torneos de $60,000  |
| Torneos de $50,000  |
| Torneos de $35,000  |
| Torneos de $15,000  |

| Resultado | Fecha      | Torneo              | Superficie | Pareja               | Rivales                              | Marcador       |
| --------- | ---------- | ------------------- | ---------- | -------------------- | ------------------------------------ | -------------- |
| Victoria  | 13-11-2022 | W15 Lima            | Arcilla    | Anastasia Iamachkine | Romina Ccuno María Torres            | 6–2, 6–4       |
| Derrota   | 01-10-2023 | W15 Hilton Head, SC | Arcilla    | Wakana Sonobe        | Chieh-Yu Hsu Mia Yamakita            | 2–6, 5–7       |
| Derrota   | 19-11-2023 | Colina 125          | Arcilla    | Daniela Seguel       | Conny Perrin Julia Wachaczyk         | 6–7, 2–6       |
| Derrota   | 02-06-2024 | W15 Rio Claro       | Arcilla    | Jazmín Ortenzi       | Rebeca Pereira Camila Romero         | 3–6, 1–6       |
| Victoria  | 09-06-2024 | W15 Maringa         | Arcilla    | Jazmín Ortenzi       | Camilla Bossi Leticia Garcia Vidal   | 6–2, 6–1       |
| Victoria  | 14-07-2024 | W15 Luján           | Arcilla    | Jazmín Ortenzi       | Romina Ccuno María Florencia Urrutia | 6–4, 7–5       |
| Derrota   | 21-07-2024 | W15 Luján           | Arcilla    | Romina Ccuno         | Luisina Giovannini Marián Gómez      | 0–6, 2–6       |
| Derrota   | 11-08-2024 | W35 Chacabuco       | Arcilla    | Jazmín Ortenzi       | Luisina Giovannini Marián Gómez      | Walkover       |
| Victoria  | 25-08-2024 | W50 Arequipa        | Arcilla    | Jazmín Ortenzi       | Tiantsoa Rakotomanga Lian Tran       | 5–7, 6–3 ,10-1 |
| Derrota   | 16-11-2024 | W15 Neuquén         | Arcilla    | Fernanda Labraña     | Luisina Giovannini Marián Gómez      | 3–6, 4–6       |
| Victoria  | 19-07-2025 | W35 Sao Paulo       | Arcilla    | Marián Gómez         | Xiadoi You Yiming Dan                | Walkover       |